# Воден (Ајова)
Воден (енгл. Woden) град је у америчкој савезној држави Ајова. По попису становништва из 2010. у њему је живело 229 становника.

## Демографија
Према попису становништва из 2010. у граду је живело 229 становника, што је -14 (-5.8%) становника више него 2000. године.
| Група             | 2000.       | 2010.       |
| Белци             | 240 (98,8%) | 216 (94,3%) |
| Афроамериканци    | 0 (0,0%)    | 0 (0,0%)    |
| Азијати           | 0 (0,0%)    | 0 (0,0%)    |
| Хиспаноамериканци | 2 (0,8%)    | 12 (5,2%)   |
| Укупно            | 243         | 229         |